# Centro ecuestre El Asturcón
El Centro Ecuestre El Asturcón es un centro ecuestre situada en la parroquia ovetense de Villapérez (Asturias, España), entre la falda del Naranco y el concejo de Llanera. Ocupa una parcela de unos 300 000 m².
Se inauguró el 1 de septiembre de 1999 tras dos años de obras y un coste de 24 millones de euros, aunque el presupuesto inicial era de 2,4 millones. El centro es de propiedad municipal y era de gestión privada hasta 2022.
Sus instalaciones albergan unos 270 caballos, de los que 159 son de propietarios privados y los demás forman parte de las escuelas municipales.